# Comuna La Floresta (Neiva)
Denominada Comuna La Floresta, Centro Oriental o Siete de la ciudad de Neiva. La Comuna 7 está localizada en el centro oriente del área urbana sobre el eje de la Calle 8 haciendo parte de la zona alta o por encima de la cota de los 500 m s. n. m. hasta los 600 m s. n. m., es una comuna de gran proyección urbanística para estratos altos, es el sector más fresco de la ciudad, está ubicada entre las cuencas del Río del Oro y la Quebrada La Toma. Limita al norte con la Comuna 5 y la Comuna 10; al oriente con el corregimiento de Río de las Ceibas; al sur con la Comuna 8 y la Comuna 6; y al occidente con la Comuna 4. La Comuna 7 hace parte de la UPZ La Toma.

## Límites
Partiendo de la intersección de la Carrera 21 con el Río del Oro se sigue por éste aguas abajo hasta el puente de la Carrera 15 y por esta vía se sigue en sentido Norte hasta la Calle 3 y de ahí se continúa en sentido oriental por esta hasta la carrera 16, se sigue por ésta en sentido norte hasta la calle 7 y de ahí continua en sentido oriental hasta la carrera 19, continuando por esta en sentido norte hasta la calle 8 de ahí se sigue en sentido oriental hasta la carrera 24 y por esta en sentido norte hasta la quebrada La Toma, continuando por esta aguas arriba, hasta encontrar el nacimiento de la quebrada la Toma, lago existente, de ahí se continúa en sentido sur por la proyección de la carrera 52 hasta la intersección del perímetro urbano en la Hacienda Casa Blanca junto a la hondonada (conformación topográfica del terreno) hasta encontrar el cerramiento posterior del conjunto residencial Casa Blanca y Santa Paula y por este hasta la intersección de la carrera 34 con calle 8 donde comienza la hondonada de la Quebrada Santa Teresa o Zanja Honda, por esta quebrada aguas abajo hasta la intersección de la carrera 21 con calle 2J a la altura del puente sobre dicha quebrada, de ahí se sigue en sentido sur por la carrera 21 hasta encontrar la intersección del Río del Oro punto de partida. 

## Barrios

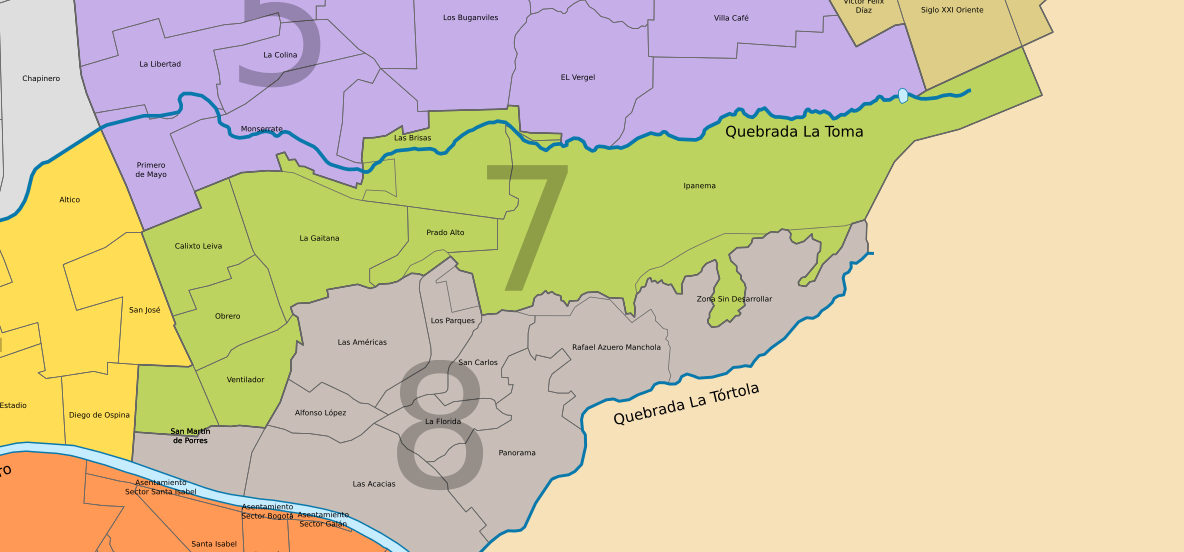
Comuna La Floresta, división barrial.

La comuna 7 la floresta se divide en 9 barrios:
| Barrio               | Sectores y/o Urbanizaciones               |
| -------------------- | ----------------------------------------- |
| Brisas               | Brisas                                    |
| Brisas               | La Independencia                          |
| Brisas               | Bajo Independencia                        |
| Buenavista           | Buenavista                                |
| Calixto Leiva        | Calixto Leiva                             |
| Ipanema              | Ipanema                                   |
| Ipanema              | Casa Loma                                 |
| Ipanema              | La Floresta                               |
| Ipanema              | Villa Milena                              |
| Ipanema              | Conjunto Residencial Casa de Campo        |
| Ipanema              | Conjunto Residencial Alta María           |
| Ipanema              | Conjunto Residencial Altos de Manzanillo  |
| Ipanema              | Conjunto Residencial Casa Blanca          |
| Ipanema              | Conjunto Residencial Santa Paula          |
| Ipanema              | Conjunto Residencial Altos de Iguatemi    |
| Ipanema              | Conjunto Residencial Paseo La Castellana  |
| Ipanema              | Conjunto Residencial Antawara             |
| Ipanema              | Conjunto Residencial Terrazas de Bizancio |
| Ipanema              | Conjunto Residencial Portal del Campo     |
| Ipanema              | Conjunto Residencial Caminos de Oriente   |
| Ipanema              | Conjunto Residencial Altamurani           |
| Ipanema              | Conjunto Residencial Antigua              |
| Ipanema              | Conjunto Residencial Palmas de Mayorca    |
| Ipanema              | Conjunto Residencial Quintas de Oriente   |
| Ipanema              | Conjunto Residencial Portobelo            |
| La Gaitana           | La Gaitana I, II, III                     |
| Obrero               | Obrero                                    |
| Obrero               | Gaitán                                    |
| Prado Alto           | Prado Alto                                |
| San Martín de Porres | San Martín de Porres                      |
| Ventilador           | Ventilador                                |
| Ventilador           | La Isla                                   |